# Mostarda siciliana
La mostarda siciliana o mustucutti o mustopià è un prodotto tipico siciliano a base di mosto d'uva; ha una consistenza gommosa. È un prodotto registrato nella lista dei prodotti agroalimentari tradizionali italiani (P.A.T) del Ministero delle politiche agricole alimentari e forestali.

## Preparazione
Si ottiene mediante due fasi: prima si restringe, tramite bollitura, il mosto d'uva di circa la metà. Poi dopo aver lasciato raffreddare si aggiunge l'amido o la farina. Riprendere la cottura a fuoco medio continuando a rigirare. Raggiunta la sufficiente consistenza, solitamente si riduce il volume di partenza ad un quarto, può essere versata in piatti o formelle di ceramica e cosparsa di cannella in polvere. 
Si possono aggungere mandorle pelate o gherigli di noce all'impasto.
Esiste anche una variante fatta con i fichi d'India, talvolta vengono anche usati: i chiodo di garofano, la noce moscata, la buccia di limone, la buccia di mandarino, le gocce di cioccolato, i pinoli e la vaniglia.